# Ліам Макінтайр
Ліам Макінтайр (англ. Liam McIntyre; нар. 8 лютого 1982) — австралійський актор. Відомий за роль Спартака в телесеріалах мережі Starz Спартак: Помста і Спартак: Війна проклятих.

## Біографія
Макінтайр народився в Аделаїді, Австралія. Розпочав свою кар'єру з короткометражних фільмів, поки не отримав гостьову роль в австралійському телесеріалі Перегони та Сусіди. Макінтайр зробив свій дебют на американському телебаченні в епізоді т/с Тихий океан, який отримав премію HBO.
Після 2010 р. оригінальний Спартак, провідний актор Енді Уітфілд взяв тимчасову перерву зі зйомок в головній ролі телесеріалу Starz. Уітфілд пізніше відмовився від ролі повністю, його рак ускладнювався до його смерті. Потім він був замінений на Макінтайра, який виконав головну роль для решти двох сезонів. Виробництво другого сезону про Спартака відновилося восени 2011 р., прем'єра відбулася 27 січня 2012.
Макінтайр зробив свій дебют у фільмі Геракл. Початок легенди поруч з Келланом Латсом в ролі Сотіріса.
4 травня 2014 р. Макінтайр знявся в трилері Channel 7 Поле смерті. 

## Особисте життя
У 2010 р. він почав зустрічатися з австралійською співачкою і акторкою Ерін Хасан. Вони побралися в грудні 2012 р. і одружилися 5 січня 2014. 

## Фільмографія
| Рік  | Назва                              | Роль                     | Примітки               |
| ---- | ---------------------------------- | ------------------------ | ---------------------- |
| 2007 | Рушниця! [Послідовність відкриття] | Антоніо                  | Короткометражний фільм |
| 2007 | Незвичайні                         | Найджел                  | Короткометражний фільм |
| 2009 | Річниця                            | Гаррі                    | Короткометражний фільм |
| 2009 | Ніфльхейм: Кров і кулі             | Єфрейтор Крістофер Брагі |                        |
| 2010 | Узаперті                           | Брюс                     | Короткометражний фільм |
| 2010 | Радев                              | Нік Радев                | Короткометражний фільм |
| 2010 | Гіркий ковток життя                | Ману                     | Короткометражний фільм |
| 2011 | Ектопос                            | Саймон                   |                        |
| 2014 | Геракл. Початок легенди            | Сотіріс                  |                        |
| 2014 | Поле смерті                        | Детектив Дан Вайлд       | Телефільм              |
| 2015 | Дитя мрії                          | Люк Деланей              |                        |
| 2017 | Сек'юриті                          | Венс                     |                        |

| Рік       | Назва                   | Роль                         | Примітки                  |
| --------- | ----------------------- | ---------------------------- | ------------------------- |
| 2010      | Тихий океан             | Лу                           | 1 епізод                  |
| 2010      | Сусіди                  | Бредлі Х'юсон                | 1 епізод                  |
| 2010      | Перегони                | Сержант Метт Коннор          | 2 епізоди                 |
| 2012–2013 | Спартак                 | Спартак                      | Головна роль; 20 епізодів |
| 2014      | Здивування Окленда      | Ліам                         | 2 епізоди                 |
| 2015      | Флеш                    | Марк Мардон / Майстер Погода | 2 епізоди                 |
| 2018–19   | Зоряні війни: Рух опору | Командор Пайр                | Озвучування; 11 епізодів  |